# Frankenstein (film fra 1931)
 For alternative betydninger, se Frankenstein. (Se også artikler, som begynder med Frankenstein)
Frankenstein er en amerikansk science fiction-gyserfilm fra 1931 instrueret af James Whale og produceret af Carl Laemmle Jr. Filmen er baseret på et skuespil fra 1927 skrevet af Peggy Webling, som igen var baseret på Mary Shelleys roman Frankenstein fra 1818. Weblings skuespil blev tilpasset til film af John L. Balderston og manuskriptet skrevet af Francis Edward Faragoh og Garrett Fort, med ukrediterede bidrag fra Robert Florey og John Russell.
Frankenstein har Colin Clive i rollen som Henry Frankenstein (Victor Frankenstein i romanen), en videnskabsmand, der er besat af idéen om at skabe liv, og som graver lig op med sin assistent for at skabe et levende væsen af de indsamlede kropsdele. Resultatet af Frankensteins bestræbelser, ofte kaldet Frankensteins monster, spilles af Boris Karloff. Sminken til monsteret blev leveret af Jack Pierce. Udover Clive og Karloff medvirker bl.a. Mae Clarke, John Boles, Dwight Frye og Edward Van Sloan.
Filmen blev produceret og distribueret af Universal Pictures og var en kommerciel succes ved udgivelsen og blev generelt godt modtaget af både kritikere og publikum. Den affødte en række efterfølgere og spin-offs og har haft betydelig indflydelse på populærkulturen: Billederne af en manisk "gal" videnskabsmand med en underdanig pukkelrygget assistent og filmens skildring af Frankensteins monster er siden blevet ikoniske. I 1991 blev Frankenstein af United States Library of Congress udvalgt til bevarelse i National Film Registry som værende "kulturelt, historisk eller æstetisk betydningsfuld".  

## Handling
I en landsby i de bayerske alper stykker Henry Frankenstein og hans assistent, den pukkelryggede Fritz, en menneskekrop sammen. Nogle af delene er fra nyopgravede lig, og andre fra nyligt hængte kriminelle. I et laboratorium han har bygget inde i et vagttårn, ønsker Henry at skabe give sin samling af ligdele nyt liv ved at tilføre elektricitet. Han har brug for en hjerne til sin skabelse. På en nærliggende skole viser Henrys tidligere lærer Dr. Waldman sine elever hjernen fra et almindeligt menneske og hjernen fra en forbryder. Henry sender Fritz for at stjæle den sunde hjerne fra Waldmans klasselokale. Fritz beskadiger imidlertid den sunde hjerne ved et uheld og tager derfor forbryderens hjerne i stedet for.
Henrys forlovede Elizabeth taler med deres fælles ven Victor om Henrys ejendommelige handlinger og hans afsondrethed. Elizabeth og Victor beder Waldman om hjælp til at forstå Henrys adfærd, og Waldman afslører, at Henry ønsker at skabe liv. Bekymrede for Henry ankommer de til laboratoriet, idet han gør sine sidste forberedelser, mens den livløse krop ligger på et operationsbord. Mens en storm raser, inviterer Henry Elizabeth og de andre til at se på. Henry og Fritz hæver operationsbordet mod en åbning i toppen af tårnet. Lynnedslagene under uvejret skaber elektricitet, og væsnet bringes til live.
På trods af sin groteske form synes Frankensteins monster at være en uskyldig, barnlig skabning. Henry byder skabningen velkommen i sit laboratorium og beder den sidde, hvilket den gør. Han åbner taget og får monsteret til at række ud mod sollyset. Fritz kommer ind med en flammende fakkel, som skræmmer monsteret. Dens forskrækkelse forveksles af Henry og Waldman som et forsøg på at angribe dem, og den bliver lænket i fangehullet, hvor Fritz plager den med en fakkel. Da Henry og Waldman hører Fritz skrige i fangehullet, løber de ned og opdager, at monsteret har dræbt Fritz. Monsteret kaster sig mod de to, men det lykkes at låse monsteret inde. Henry forstår, at han må tage livet af sin skabning. Han forbereder en indsprøjtning med et giftstof, og Henry og Waldman planlægger at løsne monstret og injicere det, når det angriber. Da døren er låst op, kaster monsteret sig mod Henry, og Waldman sprøjter stoffet ind i monsterets ryg. Monsteret falder bevidstløs om på gulvet.
Henry kollapser af udmattelse, og Elizabeth og Henrys far tager ham med hjem. Henry er bekymret for monsteret, men Waldman forsikrer ham om, at han vil ødelægge det. Mens Henry er hjemme og forbereder sit bryllup, undersøger Waldman monsteret. Mens han forbereder sig på at skære i det levende monster for at undersøge det, kvæler monsteret ham. Monsteret flygter fra tårnet og vandrer gennem landskabet, hvor det støder på en bondes unge datter, Maria. Hun beder ham om at spille et spil med hende, hvor de kaster blomster på en sø. Monsteret nyder legen, men da han løber tør for blomster, kaster han Maria i søen og drukner hende utilsigtet.
Med forberedelserne til brylluppet afsluttet er Henry glad for Elizabeth. De skal giftes, så snart Waldman ankommer. Victor skynder sig ind og siger, at Waldman er blevet fundet kvalt. Henry mistænker monsteret. Monsteret kommer ind på Elizabeths værelse og får hende til at skrige. Da hjælpen når frem, finder de Elizabeth i chok og derefter bevidstløs. Monsteret er flygtet.
Marias far ankommer, bærende på sin druknede datters lig. Han siger, at hun blev myrdet, og landsbyboerne drager af sted for at fange og dræbe monsteret. Under eftersøgningen bliver Henry angrebet af monsteret. Monsteret slår Henry bevidstløs og bærer ham til en gammel vindmølle. Bønderne hører væsenet bære Henry afsted og opdager, at det klatrer til toppen trækkende Henry med sig. Monsteret kaster Henry til jorden. Hans fald afbødes af møllevingerne, hvilket redder hans liv. Nogle landsbyboere bringer ham hjem, mens resten af pøblen sætter vindmøllen i brand, med monsteret fanget inde uden nogen steder at flygte hen.
På Frankenstein-slottet fejrer Henrys far sin søns bryllup og skåler for brudeparret og sit kommende barnebarn.

## Medvirkende
- Colin Clive som Henry Frankenstein
- Mae Clarke som Elizabeth Lavenza, Henrys forlovede
- John Boles som Victor Moritz, Henrys ven
- Boris Karloff som monsteret
- Edward Van Sloan som Dr. Waldman
- Frederick Kerr som Baron Frankenstein
- Dwight Frye som Fritz, Henrys assistent
- Lionel Belmore som Herr Vogel
- Marilyn Harris som Lille Maria, en lille pige
- Michael Mark som Ludwig, Marias far
- Francis Ford som Hans (ukrediteret)

## Produktion
I 1930 havde Universal Studios mistet omsætning for 2,2 millioner dollars. Der var derfor nervøsitet i filmstudiet i begyndelsen af 1931, da Universals nye film Dracula med Bela Lugosi i hovedrollen fik premiere den 12. februar 1931. Inden for 48 timer efter åbningen i New Yorks Roxy Theatre havde den nye film solgt 50.000 billetter, hvilket gav et momentum, der kulminerede med et overskud på 700.000 dollar; det største af Universals film fra 1931. Som resultat heraf annoncerede produktionschefen, Carl Laemmle Jr., øjeblikkelige planer om at producere flere gyserfilm. Universal filmrettighederne til John L. Balderstons planlagte manuskript baseret op Peggy Weblings britiske teateropsætning Mary Wollstonecraft Shelleys roman om Frankenstein.
Efter sin succes i Dracula havde Lugosi håbet at spille Henry Frankenstein i Universals nye gyserfilm. Imidlertid ønskede producer Carl Laemmle Jr., at Lugosi skulle spille monsteret for at tiltrække publikum.
Lugosi var imidlertid ikke tilfreds med rollen som monsteret. Filmens oprindelige instruktør Robert Florey ønskede at fremstille monsteret som en simpel dræbermaskine, uden et strejf af menneskelig interesse eller patos, i modsætning til i den originale Shelley-roman. Dette fik angiveligt Lugosi til at klage: "Jeg var en stjerne i mit land, og jeg vil ikke være et fugleskræmsel herovre!"  Florey skrev senere, at "den ungarske skuespiller viste sig ikke særlig begejstret for rollen og ønskede ikke at spille den". Beslutningen har dog muligvis ikke været Lugosis, da nyere kilder tyder på, at han blev fjernet fra projektet sammen med instruktøren Robert Florey, da den nyankomne James Whale overtog instruktørrollen og herefter castede Karloff.
Kenneth Strickfaden designede de elektriske apparater, der blev brugt i "skabelsesscenen". De var så succesrige, at sådanne effekter blev betragtet som en væsentlig del af enhver efterfølgende Universal-film, der involverede Frankensteins monster. Derfor er det udstyr, der bruges i filmene blevet omtalt i fankredse som "Strickfadens". Det ser ud til, at Strickfaden formåede at sikre brugen af mindst én Tesla-transformator bygget af opfinderen Nikola Tesla selv.
Filmen blev vist første gang offentligt i USA den 19. november 1931 i Detroit og fik herefter premiere bredt i USA to dage efter, den 21. november 1931. I New York City blev den vist i Mayfair Theatre fra den 4. december 1931 og indtjente $53.000 den første uge. Filmen fik aldrig dansk biografpremiere.
Som kompensation for at være blevet taget af filmen blev Florey og Lugosi hyret til filmen Murders in the Rue Morgue. Lugosi fik senere rollen som Frankensteins monster i Frankenstein Meets the Wolf Man et årti senere, da hans karriere var i tilbagegang. 

## Cencur af filmen
Frankenstein blev skabt i tiden før Hollywood med "Hays Code" i 1934 indførte selvcensur i sine film. Filmen indeholder en række scener, der ikke ville være accepteret efter implementeringen af selvcensuren og Hays Code. Filmen blev dog i flere af USA's delstater censureret, ligesom flere europæiske lande helt eller delvist forbød filmen.
Scenen, hvor Monsteret kaster den lille pige i søen og ved et uheld drukner hende, har længe været kontroversiel. Efter den oprindelige udgivelse i 1931 blev den anden del af scenen fjernet af censurnævnene i Massachusetts, Pennsylvania og New York. Disse stater gjorde også indsigelse mod en scene i filmen, som de betragtede som blasfemisk. I scenen opdager den eksalterede Frankenstein, at hans skabning er i live, og følgende ordveksling udspiller sig:
VICTOR: "Henry, i Guds navn!" HENRY: "I Guds navn? Nu ved jeg, hvordan det føles at VÆRE Gud!" 
Kansas forlangte, at 32 scener blev klippet ud, hvilket ville have halveret filmens længde. Efter forhandling med studiet blev et kompromis udgivet i Kansas. 
Som med mange film fra før Hays Code, blev der ved senere genudgivelser i Hay Code-tiden censureret ved, at der blev klippet ud af den originale kameranegativ, og dermed gik de fleste af de bortcensurerede scener ofte tabt. Scenen med pigen, der blev kastet i søen, blev dog genopdaget i begyndelsen af 1980'erne i samlingen af British National Film Archive, og den er blevet restaureret til moderne udgaver af filmen.
I den irske fristat blev filmen forbudt den 5. februar 1932, fordi den var demoraliserende og uegnet til børn eller "nervøse mennesker" – mulighed for at se filmen med alderscensur blev først mulig i landet i 1965. Filmen blev forbudt i Nordirland, Quebec, Italien og Tjekkoslovakiet . 

## Modtagelse
New York Times filmkritiker Mordaunt Hall gav Frankenstein en meget positiv anmeldelse. Han sagde, at filmen "vakte så meget begejstring på Mayfair i går, at mange blandt publikum lo for at dække over deres sande følelser. [D]et kan ikke benægtes, at det er den mest effektive film af sin slags. Ved siden af er Dracula tam ..".
Film Daily roste også filmen og kaldte det et "grusomt, hårrejsende og spændende drama", der var "produceret intelligent og overdådigt og med en superb fotografering".
Variety rapporterede, at det "ligner et Dracula- plus, der rammer et nyt højdepunkt i gyserfilm", og beskrev Karloffs præstation som "en fascinerende hypnotisk skuespilpræstation". Anmeldelsen fremhævede også filmen udtryk som enestående og kaldte fotograferingen "fremragende" og lyssætningen "gennemført opfindsom, da mange af optagelserne kræver dæmpet eller natlig effekt og manipulation af skygger for at intensivere det spøgelsesagtige atmosfære".
The New Yorker var mindre begejstret og kaldte filmen alene en "moderat succes" og skrev, at "makeupafdelingen har en triumf til ære i monsteret, og deri ligger filmens spænding, men den generelle fantasi mangler vitalitet, som den lille Mrs P.B. Shelley var i stand til at give sin bog”.
Filmen blev forbudt i Kina, da den faldt ind under kategorien "overtroiske film" som følge af dens "mærkelighed" og uvidenskabelige elementer.
Frankenstein modtager fortsat anerkendelse fra kritikere og betragtes bredt som en af de bedste film i 1931, såvel som en af de største film nogensinde.
I 1991 blev filmen udvalgt til opbevaring i USA's National Film Registry som værende "kulturelt, historisk eller æstetisk betydningsfuld". I 2004 medtog The New York Times filmen på sin liste over De 1000 bedste film nogensinde.
Frankenstein modtog også anerkendelse fra American Film Institute, der har medtaget filmen som nr. 87. på listen 100 år... 100 film. Citatet "Den er i live! Den er i live!" ("It's alive! It's alive") er rangeret som det 49. bedste filmcitat i amerikansk film.

### Salg
Filmen var en kommerciel succes. I juni 1932 havde filmen indtjent $1,4 million. I 1943 rapporterede Universal, at studiet havde et overskud på $708.871. I 1953 havde alle Frankenstein-genudgivelserne en anslået fortjeneste på $12 million. 
Filmen er i flere udgaver udgivet på hjemmevideo, DVD og Blu-ray.

## Efterfølgere
Frankenstein blev efterfulgt af en række sequels, begyndende med Bride of Frankenstein (1935), med Elsa Lanchester som Monsterets brud.
Den næste efterfølger, Son of Frankenstein (1939), blev lavet, ligesom alle de efterfølgende, uden Whale eller Clive (hvoraf sidstnævnte var død i 1937). Denne film var Karloffs sidste fulde filmoptræden som monsteret. Son of Frankenstein havde Basil Rathbone som baron Wolf von Frankenstein, Bela Lugosi som et skægget pukkelrygget Igor og Lionel Atwill som inspektør Krogh.
The Ghost of Frankenstein blev udgivet i 1942. Filmen har Lon Chaney Jr. som monsteret, og Bela Lugosi i sin anden optræden som den demente Igor.
Den femte Frankenstein-film, Frankenstein Meets the Wolf Man, blev udgivet i 1943 og var instrueret af Roy William Neill og med Bela Lugosi i hovedrollen som Frankensteins monster. Filmen var også efterfølger til The Wolf Man, hvor Lon Chaney Jr. vender tilbage som Ulvemanden.
I den efterfølgende House of Frankenstein (1944), vendte Karloff tilbage til serien, men ikke i rollen som monsteret, men som den gale læge; monsteret blev denne gang spillet af Glenn Strange. Chaney Jr. vendte tilbage som Ulvemanden. Dracula var også med i filmen, spillet af John Carradine.
Dens efterfølger, House of Dracula (1945), indeholdt de samme tre monstre, Dracula, Frankensteins monster og Ulvemanden med samme rollebesætning.
Mange af de efterfølgende film, hvor Frankensteins monster optrådte, degraderede væsenet til en robot-håndlanger for en anden skurk, som i den sidste i Universals filmserie i farcen Abbott og Costello Meet Frankenstein (1948) samt førnævnte House of Frankenstein og Draculas hus.

## Andre tilpasninger
- Karloff ville vende tilbage til at bære makeuppen og til rollen som monsteret en sidste gang i et afsnit fra 1962 af tv-programmet Route 66 .
- Den populære tv-sitcom fra 1960'erne, The Munsters, skildrer familiens far Herman som Frankensteins monster, der giftede sig med grev Draculas datter. Makeuppen til Herman er baseret på Boris Karloffs makeup.
- Frankenstein optræder i Mad Monster Party? (1967), en Rankin/Bass Productions Halloween- special, hvor Dr. Boris von Frankenstein (udtalt af Karloff) inviterer forskellige klassiske monstre til en genforening på sit slot med intentioner om at annoncere sin pensionering og navngive sin efterfølger.
- Mel Brooks ' komedie Young Frankenstein (1974) parodierede elementer fra de første tre Universal Frankenstein- film, mens de også brugte de originale rekvisitter bygget til filmen fra 1935, leveret af deres designer Kenneth Strickfaden . Brooks genskabte også filmen til en Broadway-musical fra 2007 af samme navn .
- En live-action parodi kortfilm, Frankenweenie (1984), der skildrer Victor Frankenstein som en moderne amerikansk dreng og hans afdøde hund som monsteret, blev lavet af Tim Burton i 1984. Burton lavede den om som en fuldlængde animationsfilm i 2012.

### Frankensteins assistent
Selvom Frankensteins pukkelryggede assistent ofte omtales som " Igor" i beskrivelser af filmene, kaldes han ikke sådan i de tidligste film. I både Frankenstein og Bride of Frankenstein har Frankenstein en assistent, som begge gange spilles af Dwight Frye, som er handicappet. I den originale film fra 1931 hedder karakteren "Fritz"; han er pukkelrygget og går ved hjælp af en lille stok. Karakteren Fritz stammer ikke fra Frankenstein-romanen, men stammer fra skuespillet Presumption; or the Fate of Frankenstein fra 1823.
I Bride of Frankenstein spiller Frye "Karl", en morder, der har en metalbøjle på begge ben, der klikker højt ved hvert skridt. Begge karakterer bliver dræbt af Karloffs monster i deres respektive film. Frye optræder også i senere film i serien, herunder i Frankenstein Meets the Wolf Man (1943).
Scenen, hvor Frankensteins assistent Fritz taber en krukke mærket "normal hjerne" og erstatter den med en hjerne i en krukke mærket "abnorm hjerne" menes at være baseret på skæbnen for Walt Whitmans hjerne. Whitman havde doneret sin hjerne efter sin død til videnskaben til analyse af korrelationen mellem intelligens og hjernestørrelse. Et notat fra 1907 om laboratoriets hjernesamling vakte en mindre sensation, da det afslørede, at Whitmans hjerne ved et uheld var blevet ødelagt, da en "skødesløs assistent" tabte krukken, den var opbevaret i. Elementet om den forbyttede hjerne indgik ikke i Mary Shelleys roman fra 1818.
Det var først i Son of Frankenstein (1939), at en karakter kaldet "Ygor" dukkede op, her spillet af Bela Lugosi og genoplivet af Lugosi i The Ghost of Frankenstein (1942) efter han tilsyneladende var blevet myrdet i den foregående film. Denne karakter – en sindsforvirret smed, hvis nakke var brækket og forvredet efter en fejlslagende hængning – bliver ven med monsteret og hjælper senere Dr. Wolf Frankenstein, hvilken karakter leder til den pukkelryggede assistent "Igor", der i populærkulturen almindeligvis forbindes med Frankenstein. Filminstruktøren Rowland V. Lee fortalte om rollen i Son of Frankenstein, at filmholdet lod Lugosi "arbejde med karakteren; den fortolkning, han gav os, var fantasifuld og fuldstændig uventet ... da vi var færdige med optagelserne, var der ingen tvivl i nogens sind om, at han stjal showet. Karloffs monster var svagt i sammenligning".

## Genoplivning af serien
I juni 2017 oplyste producer/instruktør Alex Kurtzman, at Universal Studios var ved at udvikle en ny udgave af Frankenstein som en del af studiets univers af klassiske filmmonstre, der skal markedsføres som "Dark Universe". Javier Bardem blev castet til at portrættere Dr. Frankenstein. Selvom ideen om et fælles univers senere blev skrinlagt efter fiaskoen fra 2017 The Mummy, fortsatte Universal med at udvikle planerne for genindspilninger af sine klassiske gyserfilm. I november 2019 blev det annonceret, at James Wan skulle producere en ny Frankenstein- filmserie. I marts 2020 blev Robbie Thompson hyret til at fungere som manuskriptforfatter, til et plot meden gruppe teenagere, der opdager, at en nabo er ved at skabe et monster i deres kælder. Projektet er planlagt som en fælles produktion mellem Universal Pictures og Wans Atomic Monster.